# Ferdynand Ossendowski
Ferdynand Antoni Ossendowski (Ludza, Rusia, 27 de marzo de 1876-Voivodato, Polonia, 3 de enero de 1945) fue un escritor polaco.

## Biografía
Recibió su educación superior en la Universidad de San Petersburgo, y más tarde en la de París. Viajó por Siberia en 1899, enseñó Física y Química un tiempo en Tomsk, y durante la guerra ruso-japonesa de 1904-1905, trabajó como asesor del Estado Mayor ruso. En la Revolución de 1905 fue brevemente presidente del "Gobierno revolucionario del Lejano Oriente ruso"; sin embargo, tras la Revolución de Octubre de 1917, se alineó con el Ejército Blanco del almirante Aleksandr Kolchak, huyendo a Mongolia tras la capitulación de Kolchak. Desde 1921, vivió en Varsovia, donde dio clases en la Escuela de Comercio. En 1942, se convirtió al catolicismo (había nacido luterano). Desde 1943, apoyó al Partido Nacional y trabajó en apoyo del Estado Secreto Polaco. Gravemente enfermo tras el Alzamiento de Varsovia, murió a principios de 1945 en Żółwin, en las cercanías de Varsovia.

## Obra
Ossendowski llamó la atención como autor en 1921, con su primer libro en inglés, Beasts, Men, and Gods,  traducido al polaco en 1922 como Przez kraj zwierząt, ludzi i bogów (Bestias, hombres, dioses) obra que puede englobarse tanto en la biografía como en la literatura de viajes o la crónica de guerra y para no pocos clásica, que narra vívidamente como escapó de los bolcheviques en plena guerra civil rusa.
Otros de sus libros muy populares en la época, que describen  brillantes o raras costumbres locales, leyendas o supersticiones, se centran más en la literatura de viajes por Oriente Medio o el Norte de África, como, por ejemplo, Pod smaganiem samumu (1925), o Niewołnicy slońca (1927).
Firme anticomunista, Ossendowski escribiría una novela en forma de biografía ficticia de Lenin en 1930, que golpeaba sin piedad el mito del líder bolchevique, ídolo de obreros y campesinos. La obra contribuyó a difundir por Occidente una fuerte crítica a la Revolución soviética, sus métodos y políticas y la doble cara de sus líderes. Ello resultaría en la prohibición y destrucción en la Polonia comunista de su obra, solo recuperada, y su figura rehabilitada, tras la caída del régimen comunista y el fin de la Guerra Fría en 1991.